# Plessur
Denna artikel handlar om floden Plessur. För regionen som fått namn av den, se Plessur (region)
.

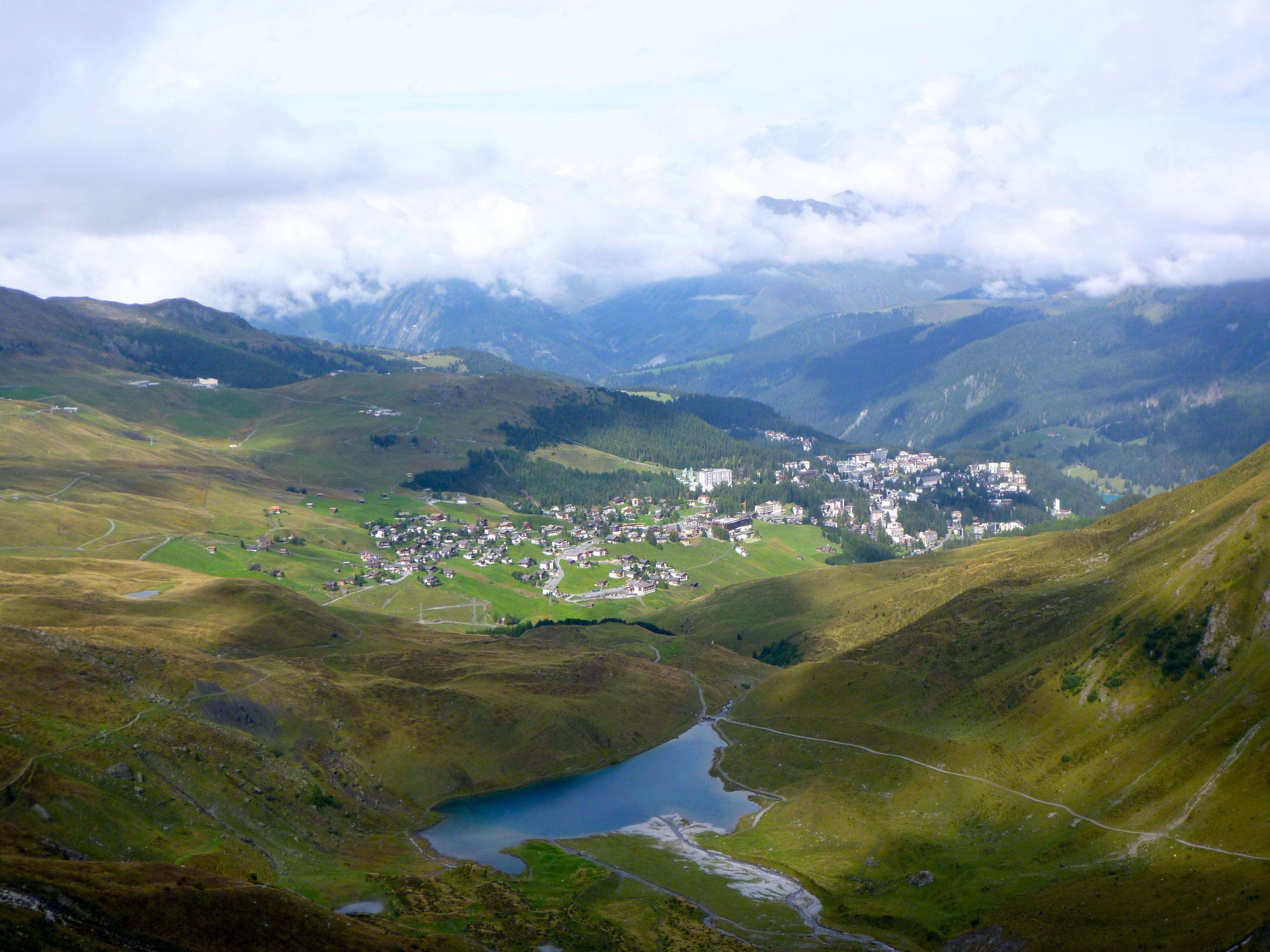
I förgrunden sjön Schwellisee, som är en del av Plessurs översta lopp. I bakgrunden Arosa

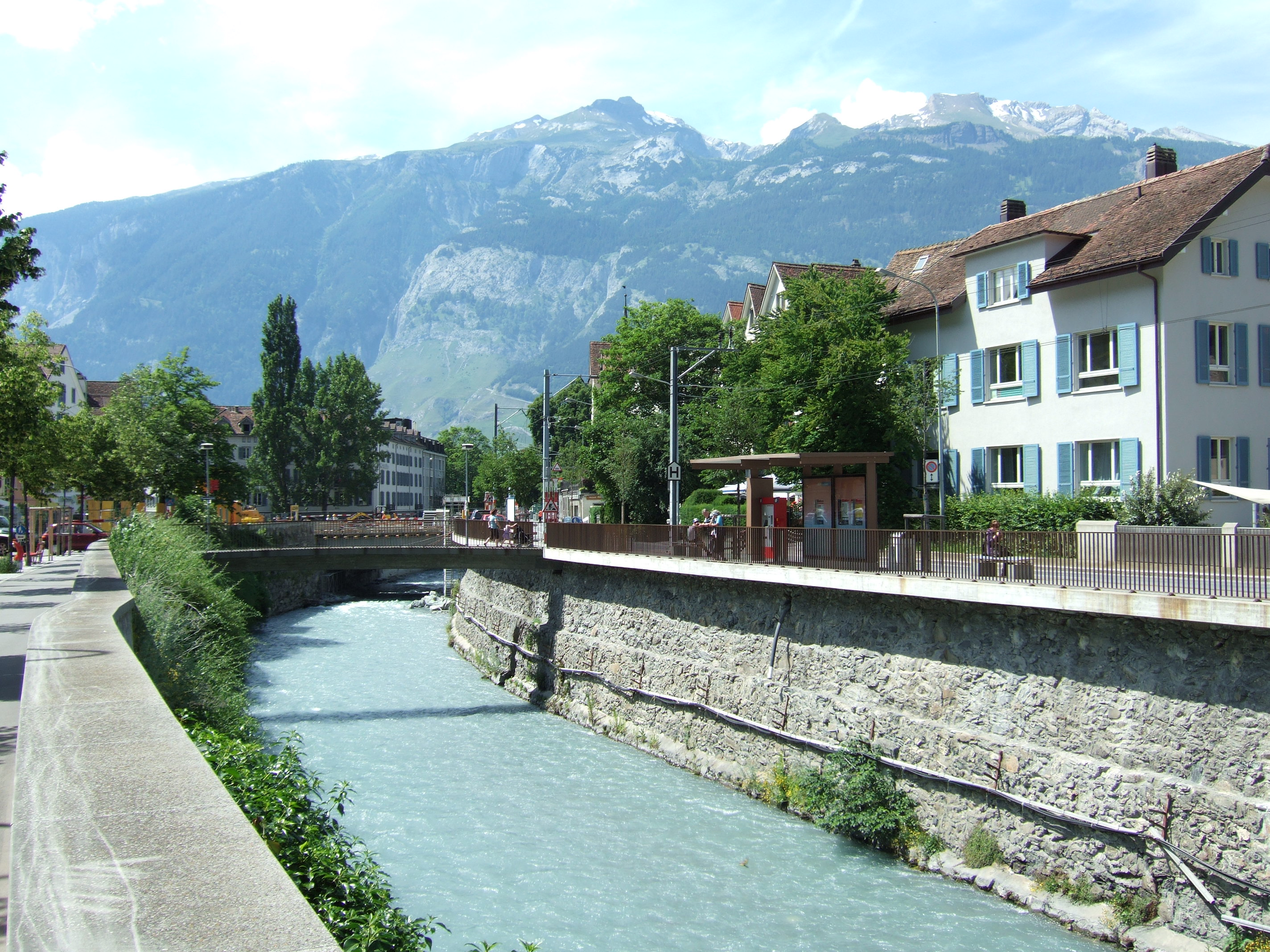
Plessur i staden Chur, strax före dess mynning i Rhen.

Plessur är en 33 km lång flod i den schweiziska kantonen Graubünden. Den har sin källa i Arosa, rinner genom Schanfiggdalen och mynnar ut i Rhen vid Chur.